# Пецовиці
Пецовиці (пол. Piecowice) — село в Польщі, у гміні Длуґоленка Вроцлавського повіту Нижньосілезького воєводства.
Населення — 480 осіб (2011).
У 1975-1998 роках село належало до Вроцлавського воєводства.

## Демографія
Демографічна структура станом на 31 березня 2011 року:
|          | Загалом | Допрацездатний вік | Працездатний вік | Постпрацездатний вік |
| -------- | ------- | ------------------ | ---------------- | -------------------- |
| Чоловіки | 251     | 74                 | 168              | 9                    |
| Жінки    | 229     | 48                 | 153              | 28                   |
| Разом    | 480     | 122                | 321              | 37                   |